# Lawrence Weingarten
Lawrence Weingarten (* 30. Dezember 1897 in Chicago, Illinois, USA; † 5. Februar 1975 in Los Angeles, Kalifornien, USA) war ein US-amerikanischer Filmproduzent.

## Leben
Weingartens erste und einzige Erfahrung vor der Kamera war der Stummfilm Bitter Sweet von 1916, in dem er in einer kleinen Rolle zu sehen war. Doch die Erfahrung musste für den 20-jährigen enttäuschend gewesen sein, so dass er sich künftig auf die Arbeit hinter der Kamera als Produzent konzentrierte.
So begann er seine Arbeit in der Nachkriegszeit als Publizist für unterschiedliche Filmstudios, bis er 1924 von der soeben gegründeten Metro-Goldwyn-Mayer unter Vertrag genommen wurde. Dabei wurde er von Irving Thalberg gefördert, für den Weingarten als Assistent und Ko-Produzent arbeitete. So konnte sich Weingarten bis 1929 zum Produktionsleiter empor arbeiten. In diese Zeit fiel auch seine Heirat mit Thalbergs Schwester Sylvia, mit der er von 1928 bis 1930 verheiratet war. Seine zweite Ehefrau war die Medizinerin Jessie Marmorston, die er 1945 heiratete.
Weingarten, der überwiegend Filmkomödien produzierte, wurde im Lauf seiner über drei Jahrzehnte währenden Karriere zweimal für den Oscar in der Kategorie Bester Film nominiert, ging jedoch stets leer aus. Lediglich 1974 wurde er mit dem Irving G. Thalberg Memorial Award, einem Ehrenoscar, der seinem Förderer und Schwager gewidmet ist, ausgezeichnet. Die Laudatio hielt Katharine Hepburn, die zu diesem Anlass das einzige Mal einer Oscarverleihung beiwohnte. Zu seinem bekanntesten Film zählt die 1958 produzierte Filmkomödie Die Katze auf dem heißen Blechdach, für die Weingarten Elizabeth Taylor als Hauptdarstellerin gewinnen konnte.
Lawrence Weingarten starb etwas mehr als einen Monat nach seinem 77. Geburtstag an Leukämie.

## Filmografie (Auswahl)
- 1928: Buster Keaton, der Filmreporter (The Cameraman)
- 1929: The Broadway Melody (The Broadway Melody)
- 1931: Buster hat nichts zu lachen (Sidewalks of New York)
- 1933: Bier her! (What! No Beer?)
- 1934: Sadie McKee
- 1935: Spione küßt man nicht (Rendezvous)
- 1936: Lustige Sünder (Libeled Lady)
- 1937: The Last of Mrs. Cheyney
- 1938: Zu heiß zum Anfassen (Too Hot to Handle)
- 1939: Balalaika
- 1940: I Take This Woman
- 1940: Escape
- 1940: Liebling, du hast dich verändert (I Love You Again)
- 1945: Zu klug für die Liebe (Without Love)
- 1949: Ehekrieg (Adam’s Rib)
- 1952: Pat und Mike (Pat and Mike)
- 1952: Geborgtes Glück (Invitation)
- 1953: Theaterfieber (The Actress)
- 1954: Symphonie des Herzens (Rhapsody)
- 1955: Die zarte Falle (The Tender Trap)
- 1955: Und morgen werd’ ich weinen (I’ll Cry Tomorrow)
- 1958: Die Katze auf dem heißen Blechdach (Cat on a Hot Tin Roof)
- 1959: Die Nervensäge (The Gazebo)
- 1962: Zeit der Anpassung (Period of Adjustment)
- 1964: Goldgräber-Molly (The Unsinkable Molly Brown)
- 1968: Alles was verboten ist (The Impossible Years)

## Auszeichnungen
- Nominierungen, Oscar/Bester Film:
  - 1937: Lustige Sünder (Libeled Lady)
  - 1959: Die Katze auf dem heißen Blechdach (Cat on a Hot Tin Roof)
- 1974: Irving G. Thalberg Memorial Award